# حبيب الفردان
حبيب الفردان (مواليد 11 نوفمبر 1990) لاعب كرة قدم إماراتي يجيد اللعب في الوسط يلعب حالياً في نادي كلباء.

## المشوار الكروي
شارك حبيب الفردان مع منتخب الإمارات للشباب في كاس آسيا للشباب 2008، وسجل هدف الفوز في الدقيقة الأخيرة على كوريا، وشارك من المنتخب في كأس العالم للشباب، وفي يونيو 2009، انتقل حبيب الفردان من الوصل إلى الغريم التقليدي، وجاره النصر في صفقة مفاجئة وانتقل بعدها إلى الأهلي .

### نادي شباب الأهلي دبي
كان يلعب مع النادي الأهلي وبعد دمج أندية الأهلي و نادي الشباب ونادي دبي تحت مسمى نادي شباب الأهلي تم ضمه إلى نادي شباب الأهلي .

### نادي النصر
انتهى عقده مع نادي شباب الأهلي و وقع مع نادي النصر في عام 2018 .

### نادي كلباء
انتقل إلى نادي كلباء في صيف 2021.

## روابط خارجية
- حبيب الفردان على موقع الاتحاد الدولي (مؤرشف)  (الإنجليزية)
- حبيب الفردان على موقع قاعدة بيانات كرة القدم.إي يو (الإنجليزية)
- حبيب الفردان على موقع ناشيونال فوتبول تيمز (الإنجليزية)
- حبيب الفردان على موقع Soccerway.com (الإنجليزية)
- حبيب الفردان على موقع أوليمبيديا (الإنجليزية)